# Adoretus fruhstorferi
Adoretus fruhstorferi är en skalbaggsart som beskrevs av Ohaus 1905. Adoretus fruhstorferi ingår i släktet Adoretus och familjen Rutelidae. Inga underarter finns listade i Catalogue of Life.